# Bogenanlage
Die Bogenanlage ist eine Baugruppe einer Bogendruckmaschine, die den Papierbogen nach vorn (Vordermarken) und zur Seite (Seitenmarken) ausrichtet, indem die Bogenkante gegen Anschläge (Marken) gefahren/geschoben wird. Nach oben werden die auszurichtenden Bogenkanten von den Deckmarken begrenzt.
Innerhalb einer Bogendruckmaschine wird der Bogen vom Bogenanleger kommend in die Bogenanlage (Anlegwerk, Anlagewerk) transportiert und von dort weiter in die Maschine zu den druckenden Aggregaten (Druckwerken).
In dieser Baugruppe werden auch Einrichtungen zur Dickenmessung eingebaut. 
Wenn die Bogenanlage eine ebene Fläche bildet, nicht (in Bogenlaufrichtung) gewölbt, dann spricht man auch vom Anlegtisch oder Anlagetisch.